# Aiud
Aiud (Ausspracheⓘ, deutsch Straßburg am Mieresch, ungarisch Nagyenyed, lat. Brucla, im Mittelalter Egidiopolis) ist eine Stadt im Kreis Alba in der Region Siebenbürgen in Rumänien.

## Geografische Lage
Die Kleinstadt Aiud liegt an den Flüssen Aiud und Mureș (Mieresch), der Europastraße 81 und der Bahnstrecke Alba Iulia–Târgu Mureș etwa 100 Kilometer nordwestlich von Hermannstadt; die Kreishauptstadt Alba Iulia (Karlsburg) befindet sich ca. 27 Kilometer südlich von Aiud entfernt.

## Geschichte

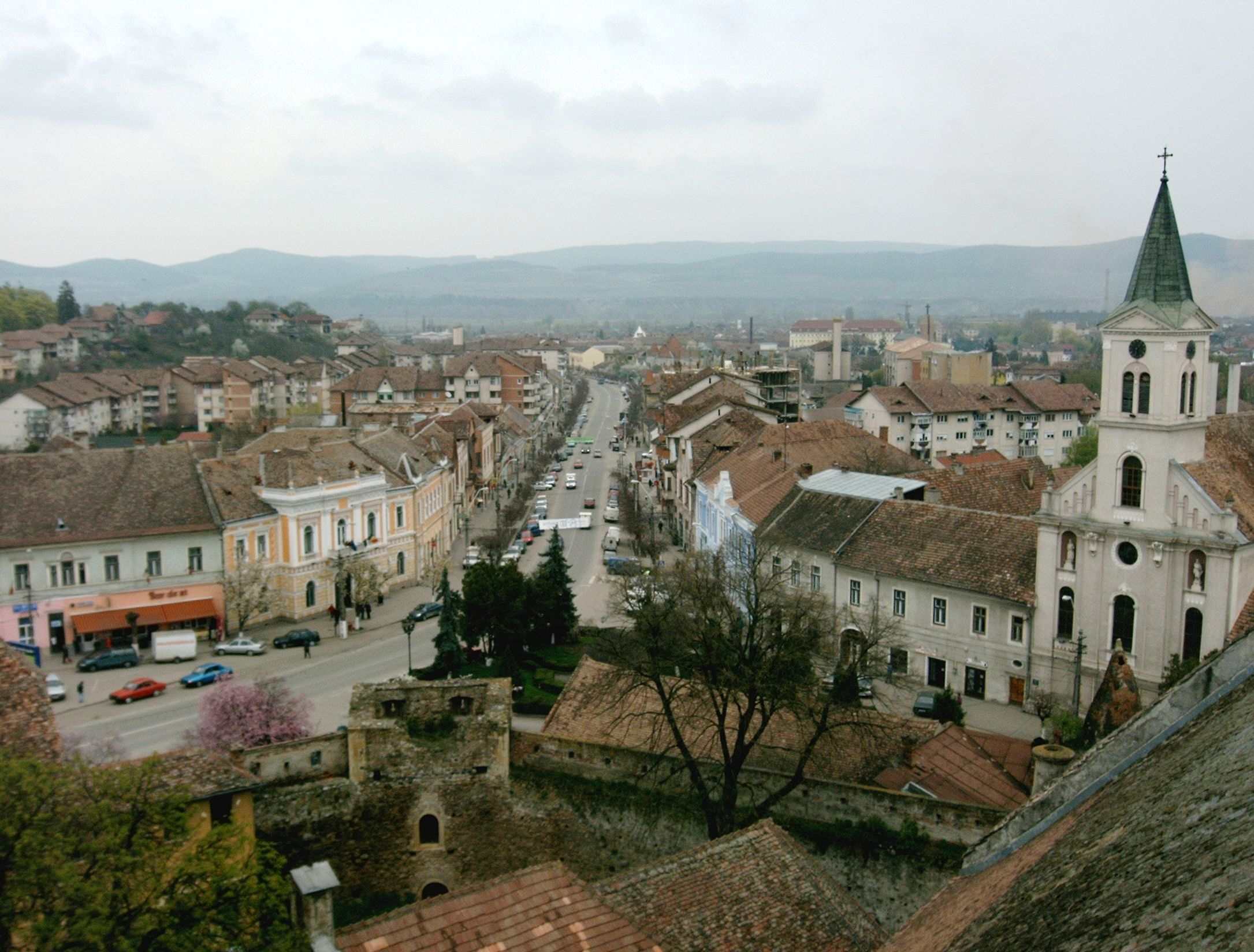
Blick auf Aiud
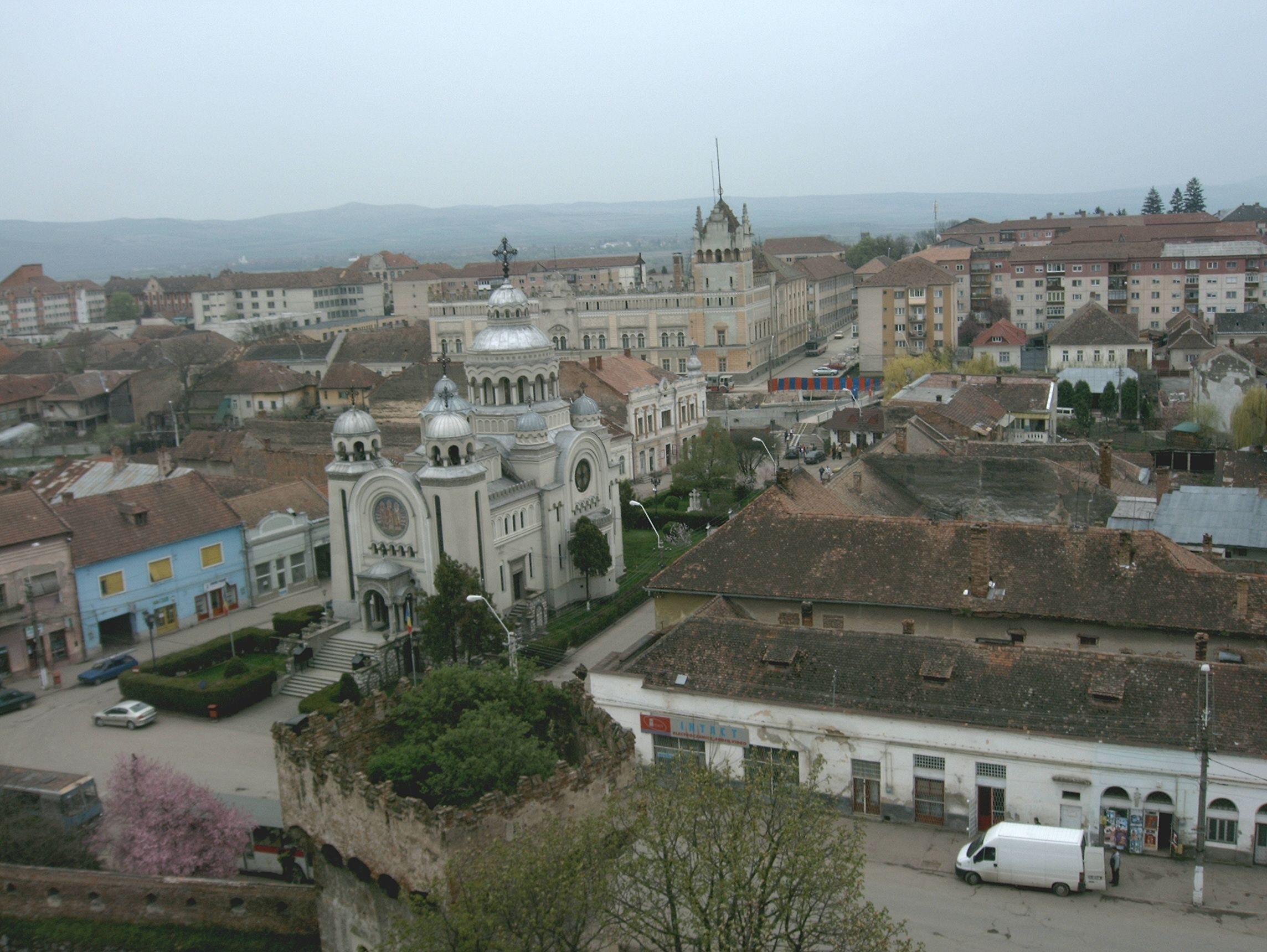
Blick auf Aiud

Nach den Dakern kam die Region unter römische Herrschaft. Auf dem Gemeindegebiet von Aiud befand sich das römische Garnisonslager Brucla.
Im 9. Jahrhundert siedelten in der Umgebung Bulgarotürken, die im Dorf Ciumbrud (ungarisch Csombrod) ein Gräberfeld hinterließen.
Im 13. Jahrhundert siedelten sich in der Gegend Siebenbürger Sachsen an und gründeten eine Siedlung, die 1293 erstmals urkundlich erwähnt wurde. In den mittelalterlichen Dokumenten trägt diese den aus dem Ungarischen stammenden Namen Enietten oder Engeten (im sächsischen Dialekt auch Angeten oder Anjet), der sich vom Stadtpatron, dem Heiligen Ägidius (rumänisch Egidiu; ungarisch Egyed) ableiten lässt. Später taucht auch der moderne deutsche Name Straßburg auf. Weitere historisch belegte Namen der Stadt sind u. a. Enid (Enud), Villa Aegyidi, Villa De Enudio, Nogenyd, Via Aegidius, Maior Enyed und Gross Enyed.
Beim siebenbürgischen Bauernaufstand unter Antal Budai Nagy (rum.: răscoala de la Bobâlna, „Aufstand von Bobâlna“) von 1437 bis 1438 wurde Aiud von den Aufständischen eingenommen.
In der Zeit der Reformation im 16. Jahrhundert setzte sich in Aiud unter den vorher katholischen Bewohnern der Calvinismus fest, während die Sachsen der anderen Regionen Siebenbürgens fast geschlossen dem lutherischen Bekenntnis anschlossen. Aiud wurde zu einem der Zentren des Calvinismus in Siebenbürgen, der sonst vor allem unter der ungarischen Bevölkerung Verbreitung fand (siehe Reformierte Kirche in Rumänien). Die reformierten Sachsen von Aiud hatten deshalb engen Kontakt mit ihren ungarischen Konfessionsgenossen und magyarisierten sich in der Folge ethnisch und sprachlich. Das 1622 von Fürst Gábor Bethlen in Karlsburg/Alba Iulia gegründete reformiert/calvinistische Lyzeum wurde 1662 von Fürst Michael I. Apafi nach Aiud/Straßburg übersiedelt.
Im Kuruzenkrieg wurde das mit einer österreichischen Garnison besetzte Aiud am 13. März 1704 von Truppen des Franz II. Rákóczi belagert und in der Folge eingenommen. Ein Großteil der Stadt wurde dabei zerstört und abgebrannt. 30 Studenten des reformierten Lyzeums, die mit den Aufständischen solidarisierten, fanden dabei den Tod.
Im Jahr 1849 wurde die Stadt erneut Opfer von Kriegswirren. Die Ungarische Revolution von 1848–49 breitete sich auch nach Siebenbürgen aus. Die Stadt Aiud solidarisierte sich mit den Aufständischen gegen die österreichische Herrschaft, während die rumänische Bevölkerung dem von ungarisch-nationalistischen Forderungen getragenen Aufstand skeptisch gegenüberstand. Am 8. Jänner 1849 erschien eine rumänische Bauernarmee unter der Führung von Ioan Axente Sever vor der Stadt und begann die Belagerung. Rumänische Sympathisanten unter der Führung des orthodoxen Popen Simion Prodan legten in der Stadt Feuer. Die Belagerung dauerte bis 17. Jänner und durch Kampfhandlungen und den Brand starben ca. 600 Bewohner der Stadt, die jedoch nicht eingenommen wurde. Die Toten wurden über die Mauer in den Graben geworfen. Axente Sever wurde im Februar 1849 festgenommen und vor Gericht gestellt. Als die antiösterreichische Revolution jedoch im August 1849 scheiterte, wurde er freigesprochen.
Nach dem Ersten Weltkrieg kam Aiud mit ganz Siebenbürgen an das Königreich Rumänien. In der Zeit der kommunistischen Diktatur nach 1947 wurde in Aiud ein berüchtigtes Gefängnis für politische Häftlinge eingerichtet, in dem zahlreiche bekannte Oppositionelle inhaftiert waren. Von 1947 bis 1948 wurden in das Aiuder Gefängnis etwa 4000 politische Gefangene inhaftiert und bis Weihnachten 1965 werden 562 Todesfälle vermerkt.
In der Stadt Aiud wurden außerdem zahlreiche Rumänen aus den Nachbargemeinden sowie aus anderen Regionen des Landes angesiedelt, um die ethnische Struktur zu ändern.
In Aiud wurde 1973 bei Ausgrabungen ein rätselhafter 2,3 kg schwerer Aluminiumkeil, der Aluminiumkeil von Aiud gefunden. Der Keil wurde 2013 zeitweise im Nationalmuseum für Siebenbürgische Geschichte (Muzeul Național de Istorie a Transilvaniei) in Cluj-Napoca ausgestellt. 2000 ergaben Untersuchungen eindeutig das Ergebnis, dass es sich bei dem Gegenstand um ein Teil eines Messerschmitt-Flugzeugs aus dem Zweiten Weltkrieg handelt.

## Bevölkerung
2002 hatte Aiud 28.934 Einwohner, davon waren 78,09 % Rumänen, 16,54 % Ungarn, 5,05 % deklarierten sich als Roma, 0,15 % als Deutsche und 0,32 % gehörten anderen Ethnien an. Religiös gehörten 76,32 % der rumänisch-orthodoxen Kirche an, 13,06 % waren calvinistisch-reformiert, 4,13 % griechisch-katholisch, 2,12 % römisch-katholisch und 4,37 % gehörten anderen Konfessionen an, vor allem protestantischen Freikirchen.
Von den 22.876 Einwohnern auf dem administrativen Gebiet Aiuds waren im Jahre 2011 16.955 Rumänen, 3364 Magyaren, 930 waren Roma, 15 waren Rumäniendeutsche und andere Ethnien.

## Partnerschaften
- Dingelstädt, Deutschland
- Gyomaendrőd, Ungarn
- Siklós, Ungarn
- Cusset, Frankreich
- Tscherepowez, Russland
- Ponte de Sor, Portugal
- Megara, Griechenland

## Söhne und Töchter der Stadt
- György Enyedi (1555–1579), Schriftsteller, Rektor des Klausenburger Kollegiums und ein bedeutender Vertreter des siebenbürgisch-ungarischen Unitarismus
- Florence Baker (1841–1916), Afrikaforscherin
- Dániel Bánffy (1893–1955), Politiker und Ackerbauminister
- Gyula Strommer (1920–1995), Astronom, Mathematiker und Hochschullehrer
- Béla Köpeczi (1921–2010), Kulturhistoriker und Politiker
- Eva Nagy (1921–2003), Malerin und Grafikerin
- Teodor Rus (* 1974), Fußballspieler
- Andrei Rațiu (* 1998), Fußballspieler